# アトラス (衛星)

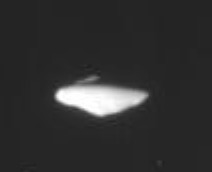
2006年6月8日に撮影したカッシーニが撮影したアトラス

アトラス (Saturn XV Atlas) は、土星の第15衛星である。
アトラスは、ボイジャー1号が撮影した写真の中から Richard Terrile によって1980年に発見され、S/1980 S 28 という仮符号が与えられた。その後1983年9月30日にギリシア神話に登場するアトラスにちなんで命名され、Saturn XV という確定番号が与えられた。
アトラスは土星の環のA環の明瞭な外縁に非常に近い軌道を公転しており、長い間A環の羊飼い衛星としての役割を果たしていると考えられてきた。しかし現在では、A環の外縁はアトラスによってではなく、遠方を公転しているがアトラスよりも重い衛星であるヤヌスおよびエピメテウスとの 7:6 の軌道共鳴によって維持されていることが知られている。2004年には、土星探査機カッシーニの観測によってアトラスの軌道に沿った薄く細い環が発見されており、環の仮符号としてR/2004 S 1が与えられている。
2005年6月にカッシーニによって撮影された高分解能の画像によって、アトラスの詳細な形状が明らかになった。これによると、アトラスの形状はほぼ球形の中心部のまわりに、滑らかな赤道面のエッジを持つ構造をしている。この形状が形成された原因としてもっともらしい理由は、環の物質がアトラスの表面に降り積もったというものであり、環の分布が非常に薄いためにアトラスの赤道上に選択的に降り積もったために円盤のような特殊な形状になったと考えられている。実際にアトラスのリッジ構造の大きさはこの衛星のロッシュ・ローブの大きさと近い。
アトラスはプロメテウスから大きな影響を受けており、またパンドラからも弱く影響を受けている。このため、およそ3年の周期で歳差運動をするケプラー軌道から最大で 600 km (~0.25°)の経度の偏差を起こす。プロメテウスとパンドラの軌道はカオス的であるため、アトラスの軌道も同様にカオス的だろうと考えられている。